# Hội đồng Bộ trưởng Phạm Văn Đồng
Hội đồng Bộ trưởng Phạm Văn Đồng, hay còn được gọi là Chính phủ đầu Quốc hội khóa VII là chính phủ thứ 30 của Việt Nam, và được Quốc hội khóa VII phê chuẩn thông qua.
Người đứng đầu chính phủ là Chủ tịch Hội đồng Bộ trưởng Phạm Văn Đồng. Hội đồng Bộ trưởng do ông đứng đầu được Quốc hội bầu ra tại kỳ họp thứ 1, Quốc hội khóa VII.
Chính phủ được gọi bằng Hội đồng Bộ trưởng với phương cách làm việc giống Hội đồng Bộ trưởng của Liên Xô.
Trong giai đoạn này,Hội đồng Bộ trưởng chuyển dịch từ bao cấp thành kinh tế thị trường,tích cực hợp tác thiết lập quan hệ với các nước.

## Thành lập
Ngày 25/6/1981, kỳ họp thứ nhất của Quốc hội khóa VII đã họp phiên khai mạc tại Hà Nội.
ngày 4/7/1981, Quốc hội khoá VII đã tiến hành bầu các chức danh thuộc Hội đồng Bộ trưởng.

## Thành viên
| Chức vụ       | Trực thuộc                                                             | Tên               | Ghi chú khác                                                                                  |
| ------------- | ---------------------------------------------------------------------- | ----------------- | --------------------------------------------------------------------------------------------- |
| Chủ tịch      | Hội đồng Bộ trưởng                                                     | Phạm Văn Đồng     |                                                                                               |
| Phó Chủ tịch  | Hội đồng Bộ trưởng                                                     | Võ Nguyên Giáp    |                                                                                               |
| Phó Chủ tịch  | Hội đồng Bộ trưởng                                                     | Tố Hữu            | đến 6/1986                                                                                    |
| Phó Chủ tịch  | Hội đồng Bộ trưởng                                                     | Huỳnh Tấn Phát    | đến 6/1982                                                                                    |
| Phó Chủ tịch  | Hội đồng Bộ trưởng                                                     | Nguyễn Lam        | đến 4/1982                                                                                    |
| Phó Chủ tịch  | Hội đồng Bộ trưởng                                                     | Vũ Đình Liệu      | từ 4/1982 đến 2/1987                                                                          |
| Phó Chủ tịch  | Hội đồng Bộ trưởng                                                     | Trần Phương       | từ 4/1982 đến 1/1986                                                                          |
| Phó Chủ tịch  | Hội đồng Bộ trưởng                                                     | Trần Đức Lương    | đến 2/1987                                                                                    |
| Phó Chủ tịch  | Hội đồng Bộ trưởng                                                     | Trần Quỳnh        | đến 2/1987                                                                                    |
| Phó Chủ tịch  | Hội đồng Bộ trưởng                                                     | Võ Chí Công       | từ 4/1982 và đến 6/1986                                                                       |
| Phó Chủ tịch  | Hội đồng Bộ trưởng                                                     | Đỗ Mười           |                                                                                               |
| Phó Chủ tịch  | Hội đồng Bộ trưởng                                                     | Võ Văn Kiệt       | từ 4/1982                                                                                     |
| Phó Chủ tịch  | Hội đồng Bộ trưởng                                                     | Đồng Sĩ Nguyên    | từ 4/1982                                                                                     |
| Phó Chủ tịch  | Hội đồng Bộ trưởng                                                     | Nguyễn Cơ Thạch   | từ 2/1987                                                                                     |
| Phó Chủ tịch  | Hội đồng Bộ trưởng                                                     | Nguyễn Ngọc Trìu  | từ 2/1987                                                                                     |
| Phó Chủ tịch  | Hội đồng Bộ trưởng                                                     | Nguyễn Khánh      | từ 2/1987                                                                                     |
| Phó Chủ tịch  | Hội đồng Bộ trưởng                                                     | Đoàn Duy Thành    | từ 2/1987                                                                                     |
| Phó Chủ tịch  | Hội đồng Bộ trưởng                                                     | Nguyễn Văn Chính  | từ 2/1987                                                                                     |
| Bộ trưởng     | Tổng Thư ký Hội đồng Bộ trưởng                                         | Đặng Thí          | đến 4/1982                                                                                    |
| Bộ trưởng     | Tổng Thư ký Hội đồng Bộ trưởng                                         | Nguyễn Hữu Thụ    | từ 4/1982 đến 5/1984                                                                          |
| Bộ trưởng     | Tổng Thư ký Hội đồng Bộ trưởng                                         | Đoàn Trọng Truyến | từ 5/1984 đến 2/1987                                                                          |
| Bộ trưởng     | Tổng Thư ký Hội đồng Bộ trưởng                                         | Nguyễn Khánh      | Phó Chủ tịch Hội đồng Bộ trưởng kiêm chức, từ 2/1987                                          |
| Bộ trưởng     | Bộ Nội vụ                                                              | Phạm Hùng         | Phó Chủ tịch Hội đồng Bộ trưởng kiêm chức đến 2/1987                                          |
| Bộ trưởng     | Bộ Nội vụ                                                              | Mai Chí Thọ       | từ 2/1987                                                                                     |
| Bộ trưởng     | Bộ Quốc phòng                                                          | Văn Tiến Dũng     | đến 2/1987                                                                                    |
| Bộ trưởng     | Bộ Quốc phòng                                                          | Lê Đức Anh        | từ 2/1987                                                                                     |
| Bộ trưởng     | Bộ Ngoại giao                                                          | Nguyễn Cơ Thạch   |                                                                                               |
| Bộ trưởng     | Biệt phái Bộ Ngoại giao                                                | Võ Đông Giang     | từ 3/1983                                                                                     |
| Bộ trưởng     | Phó Chủ nhiệm thứ nhất Ủy ban Kế hoạch Nhà nước                        | Hoàng Quy         | từ 10/1983 đến 2/1987                                                                         |
| Bộ trưởng     | Phó Chủ nhiệm thứ nhất Ủy ban Kế hoạch Nhà nước                        | Đậu Ngọc Xuân     | từ 2/1987                                                                                     |
| Bộ trưởng     | Phó Chủ nhiệm Ủy ban Kế hoạch Nhà nước                                 | Vũ Đại            |                                                                                               |
| Bộ trưởng     | Bộ Tài chính                                                           | Hoàng Anh         | đến 4/1982                                                                                    |
| Bộ trưởng     | Bộ Tài chính                                                           | Chu Tam Thức      | từ 4/1982 đến 6/1986                                                                          |
| Bộ trưởng     | Bộ Tài chính                                                           | Vũ Tuân           | từ 6/1986 đến 2/1987                                                                          |
| Bộ trưởng     | Bộ Tài chính                                                           | Hoàng Quy         | (từ 2/1987                                                                                    |
| Bộ trưởng     | Bộ Vật tư                                                              | Trần Sâm          | đến 4/1982                                                                                    |
| Bộ trưởng     | Bộ Vật tư                                                              | Hoàng Đức Nghi    | từ 4/1982                                                                                     |
| Bộ trưởng     | Bộ Lao động                                                            | Đào Thiện Thi     | đến 2/1987, khi sáp nhập vào Bộ Lao động và Bộ Thương binh Xã hội                             |
| Bộ trưởng     | Bộ Xây dựng                                                            | Đồng Sĩ Nguyên    | đến 4/1982                                                                                    |
| Bộ trưởng     | Bộ Xây dựng                                                            | Phan Ngọc Tường   | từ 4/1982                                                                                     |
| Bộ trưởng     | Bộ Giao thông vận tải                                                  | Đinh Đức Thiện    | đến 4/1982                                                                                    |
| Bộ trưởng     | Bộ Giao thông vận tải                                                  | Đồng Sĩ Nguyên    | Phó Chủ tịch Hội đồng Bộ trưởng kiêm chức, từ 4/1982 đến 6/1986                               |
| Bộ trưởng     | Bộ Giao thông vận tải                                                  | Bùi Danh Lưu      | từ 6/1986                                                                                     |
| Bộ trưởng     | Bộ Cơ khí Luyện kim                                                    | Nguyễn Văn Kha    | đến 2/1987                                                                                    |
| Bộ trưởng     | Bộ Cơ khí Luyện kim                                                    | Phan Thanh Liêm   | từ 2/1987                                                                                     |
| Bộ trưởng     | Bộ Mỏ và Than                                                          | Nguyễn Chân       | đến 6/1986                                                                                    |
| Bộ trưởng     | Bộ Điện lực                                                            | Phạm Khai         | đến 2/1987                                                                                    |
| Bộ trưởng     | Bộ Công nghiệp nhẹ                                                     | Trần Hữu Dư       | đến 4/1982                                                                                    |
| Bộ trưởng     | Bộ Công nghiệp nhẹ                                                     | Nguyễn Chí Vu     | từ 4/1982 đến 2/1987                                                                          |
| Bộ trưởng     | Bộ Công nghiệp nhẹ                                                     | Vũ Tuân           | từ 2/1987                                                                                     |
| Bộ trưởng     | Bộ Công nghiệp thực phẩm                                               | Vũ Tuân           | đến 6/1982                                                                                    |
| Bộ trưởng     | Bộ Nông nghiệp                                                         | Nguyễn Ngọc Trìu  | từ 2/1987 là Phó Chủ tịch Hội đồng Bộ trưởng kiêm chức                                        |
| Bộ trưởng     | Bộ Lâm nghiệp                                                          | Phan Xuân Đợt     |                                                                                               |
| Bộ trưởng     | Bộ Thủy lợi                                                            | Nguyễn Cảnh Dinh  |                                                                                               |
| Bộ trưởng     | Bộ Thủy sản                                                            | Nguyễn Tấn Trịnh  |                                                                                               |
| Bộ trưởng     | Bộ Lương thực                                                          | La Lâm Gia        | đến 6/1984                                                                                    |
| Bộ trưởng     | Bộ Lương thực                                                          | Nguyễn Văn Chính  | từ 6/1984 đến 2/1987                                                                          |
| Bộ trưởng     | Bộ Nội thương                                                          | Trần Phương       | đến 4/1982                                                                                    |
| Bộ trưởng     | Bộ Nội thương                                                          | Lê Đức Thịnh      | từ 4/1982 đến 6/1986                                                                          |
| Bộ trưởng     | Bộ Nội thương                                                          | Hoàng Minh Thắng  | từ 6/1986                                                                                     |
| Bộ trưởng     | Bộ Ngoại thương                                                        | Lê Khắc           | đến 6/1986                                                                                    |
| Bộ trưởng     | Bộ Ngoại thương                                                        | Đoàn Duy Thành    | từ 6/1986                                                                                     |
| Bộ trưởng     | Bộ Văn hóa                                                             | Nguyễn Văn Hiếu   | đến 6/1986                                                                                    |
| Bộ trưởng     | Bộ Văn hóa                                                             | Trần Văn Phác     | đến 2/1987                                                                                    |
| Bộ trưởng     | Bộ Y tế                                                                | Vũ Văn Cẩn        | đến 4/1982                                                                                    |
| Bộ trưởng     | Bộ Y tế                                                                | Đặng Hồi Xuân     | từ 4/1982                                                                                     |
| Bộ trưởng     | Bộ Giáo dục                                                            | Nguyễn Thị Bình   | đến 2/1987                                                                                    |
| Bộ trưởng     | Bộ Giáo dục                                                            | Phạm Minh Hạc     | từ 2/1987                                                                                     |
| Bộ trưởng     | Bộ Đại học và Trung học chuyên nghiệp                                  | Nguyễn Đình Tứ    | đến 2/1987                                                                                    |
| Bộ trưởng     | Bộ Đại học và Trung học chuyên nghiệp                                  | Trần Hồng Quân    | từ 2/1987                                                                                     |
| Bộ trưởng     | Bộ Thương binh và Xã hội                                               | Dương Quốc Chính  | đến 4/1982                                                                                    |
| Bộ trưởng     | Bộ Thương binh và Xã hội                                               | Song Hào          | từ 4/1982 đến 2/1987                                                                          |
| Bộ trưởng     | Bộ Tư pháp                                                             | Phan Hiền         |                                                                                               |
| Bộ trưởng     | Phụ trách Công tác Văn hoá Nghệ thuật tại Văn phòng Hội đồng Bộ trưởng | Cù Huy Cận        | từ 9/1984                                                                                     |
| Bộ trưởng     | Bộ Thông tin                                                           | Trần Hoàn         | từ 2/1987, khi giải thể Ủy ban Phát thanh và Truyền hình, thành lập Bộ Thông tin              |
| Bộ trưởng     | Bộ Nông nghiệp và Công nghiệp thực phẩm                                | Nguyễn Công Tạn   | từ 2/1987, khi sáp nhập 3 Bộ Nông nghiệp Công nghiệp thực phẩm và Lương thực thành lập Bộ mới |
| Bộ trưởng     | Bộ Năng lượng                                                          | Vũ Ngọc Hải       | từ 2/1987, khi sáp nhập 2 Bộ: Bộ Điện lực, Mỏ Than, thành lập Bộ mới                          |
| Bộ trưởng     | Bộ Lao động - Thương binh và Xã hội                                    | Nguyễn Kỳ Cẩm     | từ 2/1987, khi sáp nhập 2 Bộ: Bộ Lao động Bộ Thương binh Xã hội, thành lập Bộ mới             |
| Chủ nhiệm     | Ủy ban Kế hoạch Nhà nước                                               | Nguyễn Lam        | Phó Chủ tịch Hội đồng Bộ trưởng kiêm chức đến 4/1982                                          |
| Chủ nhiệm     | Ủy ban Kế hoạch Nhà nước                                               | Võ Văn Kiệt       | Phó Chủ tịch Hội đồng Bộ trưởng kiêm chức từ 4/1982                                           |
| Chủ nhiệm     | Ủy ban Xây dựng cơ bản Nhà nước                                        | Huỳnh Tấn Phát    | Phó Chủ tịch Hội đồng Bộ trưởng kiêm chức đến 6/1982                                          |
| Chủ nhiệm     | Ủy ban Xây dựng cơ bản Nhà nước                                        | Đỗ Quốc Sam       | đến 10/1982                                                                                   |
| Chủ nhiệm     | Ủy ban Khoa học và Kỹ thuật Nhà nước                                   | Lê Khắc           | đến 4/1982                                                                                    |
| Chủ nhiệm     | Ủy ban Khoa học và Kỹ thuật Nhà nước                                   | Đặng Hữu          | từ 4/1982                                                                                     |
| Chủ nhiệm     | Ủy ban Thanh tra của Chính phủ                                         | Trần Nam Trung    | đến 4/1982                                                                                    |
| Chủ nhiệm     | Ủy ban Thanh tra của Chính phủ                                         | Bùi Quang Tạo     | từ 4/1982 đến 5/1984                                                                          |
| Chủ nhiệm     | Thanh tra Nhà nước                                                     | Bùi Quang Tạo     | từ 5/1984 đến 2/1987                                                                          |
| Chủ nhiệm     | Thanh tra Nhà nước                                                     | Nguyễn Văn Chính  | Phó Chủ tịch Hội đồng Bộ trưởng kiêm chức từ 2/1987                                           |
| Chủ nhiệm     | Uỷ ban Dân tộc của Chính phủ                                           | Hoàng Văn Kiểu    | đến 2/1987, khi giải thể Uỷ ban                                                               |
| Chủ nhiệm     | Ủy ban Vật giá Nhà nước                                                | Đoàn Trọng Truyến | đến 5/1984                                                                                    |
| Chủ nhiệm     | Ủy ban Vật giá Nhà nước                                                | Phan Văn Tiệm     | từ 5/1984 là quyền Chủ nhiệm từ 2/1987 là Chủ nhiệm                                           |
| Chủ nhiệm     | Văn phòng Hội đồng Bộ trưởng                                           | Đặng Thí          | đến 4/1982                                                                                    |
| Chủ nhiệm     | Văn phòng Hội đồng Bộ trưởng                                           | Nguyễn Hữu Thụ    | từ 4/1982 đến 5/1984                                                                          |
| Chủ nhiệm     | Văn phòng Hội đồng Bộ trưởng                                           | Đoàn Trọng Truyến | từ 5/1984 đến 2/1987                                                                          |
| Chủ nhiệm     | Văn phòng Hội đồng Bộ trưởng                                           | Hồ Ngọc Nhường    | từ 4/1987                                                                                     |
| Tổng giám đốc | Ngân hàng Nhà nước Việt Nam                                            | Nguyễn Duy Gia    | đến 6/1986                                                                                    |
| Tổng giám đốc | Ngân hàng Nhà nước Việt Nam                                            | Lữ Minh Châu      | từ 6/1986                                                                                     |